# Manjlegaon
Manjlegaon är en ort i Indien.   Den ligger i distriktet Bid och delstaten Maharashtra, i den centrala delen av landet, 1 100 km söder om huvudstaden New Delhi. Manjlegaon ligger 435 meter över havet och antalet invånare är 47 845.
Terrängen runt Manjlegaon är platt. Runt Manjlegaon är det tätbefolkat, med 257 invånare per kvadratkilometer. Det finns inga andra samhällen i närheten. Trakten runt Manjlegaon består till största delen av jordbruksmark.